# インテルメジン (アルカロイド)
インテルメジン（Intermedine）は、ピロリジジンアルカロイドの一つである。